# Limbi germanice de vest
Limbile germanice de vest sau occidentale alcătuiesc cea mai mare dintre cele trei ramuri din familia de limbi germanice. Principalele limbi germanice de vest sunt următoarele: engleza, germana, olandeza, afrikaans, limbile frizone, scots, germana de jos și idiș. Celelalte două ramuri ale familiei sunt limbile germanice de nord și de est (dispărute).